# Comuna Verboveț, Cosău
Verboveț (în ucraineană Вербовець) este o comună în raionul Cosău, regiunea Ivano-Frankivsk, Ucraina, formată din satele Starîi Kosiv și Verboveț (reședința).

## Demografie
Componența lingvistică a comunei Verboveț
     Ucraineană (99,43%)
     Alte limbi (0,45%)
Conform recensământului din 2001, majoritatea populației comunei Verboveț era vorbitoare de ucraineană (99,43%), existând în minoritate și vorbitori de alte limbi.